# Gölağılı, Malazgirt
Gölağılı là một xã thuộc huyện Malazgirt, tỉnh Muş, Thổ Nhĩ Kỳ. Dân số thời điểm năm 2011 là 495 người.